# Hei yan quan
Hei yan quan (bra: Eu Não Quero Dormir Sozinho) é um filme de drama romântico malaio-taiwanês de 2006 escrito e dirigido por Tsai Ming-liang. Lee Kang-sheng estrela um papel duplo como um paciente com morte cerebral e um sem-teto ferido. O filme também é estrelado por Norman Atun e Chen Shiang-chyi.

## Enredo
O filme conta duas histórias paralelas. Um homem com morte cerebral, ou Cara Paralisado (conforme identificado nos créditos; interpretado por Lee) é abusado por sua mãe e cuidado pela empregada de sua família (Chen). Enquanto isso, um diarista sem-teto, ou Morador de rua (conforme identificado nos créditos; também interpretado por Lee) é severamente espancado por uma multidão antes de ser carregado para casa em um colchão pelas ruas de Kuala Lumpur por um grupo de homens, incluindo Rawang (Atun), um trabalhador migrante do Bangladesh.
Rawang lentamente cuida do sem-teto até que ele recupere a saúde. Seguimos a rotina do dia a dia deles: Rawang cuida dele, limpa-o e dorme ao lado dele. Eles compartilham o colchão recém-recuperado em sua casa improvisada em um canteiro de obras abandonado e inundado. O próprio Rawang começa a se apaixonar pelo Morador de rua e é frustrado em suas tentativas de mostrar seu afeto por uma forte e sufocante poluição que afetou Kuala Lumpur.
O filme muda de cena para nos mostrar o Cara paralisado, imóvel do pescoço para baixo e cuidado por uma empregada da família. Assim como Rawang, a empregada da família tem a tarefa de atender às necessidades diárias do Paralítico. Ao mesmo tempo, estranhos começaram a entrar na casa e aos poucos foi sendo revelado que a casa estava sendo colocada à venda.
Após a recuperação do Morador de Rua, ele começa a fugir à noite, onde tem encontros sexuais com uma mulher mais velha e a empregada da família, por quem está desenvolvendo sentimentos. Rawang parece alheio ao seu relacionamento, ou mesmo que saiba, optou por não interferir nas atrações românticas do Morador de rua.
No entanto, quando o Morador de rua decide ir morar com a empregada da família, levando consigo o colchão que divide com Rawang, Rawang fica com ciúmes. Ele ameaça o Morador de rua com uma tampa afiada de lata na garganta. A própria câmera rompe com o hábito. Nesse ponto, ele deixa de ser um observador distanciado e, em vez disso, concentra-se nos rostos de Rawang e do Morador de rua, demonstrando raiva e culpa. Rawang acaba não tendo sucesso em sua vingança, à qual o Morador de rua responde enxugando as lágrimas de Rawang.
O filme termina com uma tomada “onírica” onde os três amantes, a empregada da família, o Morador de Rua e Rawang, dividem o mesmo colchão e descem pela tela. O Morador de rua abraça os dois enquanto o colchão flutua na superfície da água.

## Elenco
- Lee Kang-sheng como Cara paralisado e Morador de rua
- Chen Shiang-chyi como empregada doméstica
- Norman Atun como Rawang
- Pearlly Chua como chefe da cafeteria
- Lee-Lin Liew como fabricante de chá em cafeteria
- Leonard Tee como Vendedor de luz
- Su-Yee Toh como segundo filho de Boss
- Kok-Fai Chiew como neto de Boss
- Rong-Sin Chan como agente imobiliário
- Kok-Choy Loh como financiador
- Shiva como trabalhador
- Mohammad Rani Bin Baker como mágico
- Rusli Bin Abdul Rahim como Vândalo
- Azman Hassan como Vândalo
- Hariry Jalil como Vândalo

## Lançamento
Hei yan quan foi um dos vários filmes encomendados pelo New Crowned Hope Festival de Peter Sellars em Viena em 2006, para comemorar o 250º aniversário do nascimento de Wolfgang Amadeus Mozart.
O filme teve sua estreia mundial em 4 de setembro de 2006 no 64º Festival Internacional de Cinema de Veneza. Ele fez sua estreia na América do Norte em 11 de setembro no Festival Internacional de Cinema de Toronto de 2006. Também foi exibido no Festival Internacional de Cinema de Vancouver, no Festival Internacional de Cinema de Pusan, no Festival de Cinema de Londres, no Festival dos Três Continentes, no Festival de Cinema Gay e Lésbico de Londres, no Festival de Cinema Asiático de Deauville e no Festival Internacional de Cinema de Hong Kong.
Estreou com lançamento geral em Taiwan em 23 de março de 2007, e após uma polêmica de censura na Malásia, uma versão especialmente editada pelo diretor Tsai Ming-Liang estreou nos cinemas da Malásia em 17 de maio de 2007. O filme teve lançamento limitado em Nova Iorque em 9 de maio de 2007 e foi lançado no Reino Unido em 16 de novembro de 2007.

## Recepção
No site agregador de críticas Rotten Tomatoes, Hei yan quan tem um índice de aprovação de 87% com base em 39 avaliações, com uma classificação média de 7,1/10. O consenso crítico do site diz: "Com pouco diálogo, Tsai Ming-liang leva o espectador por uma poderosa jornada de solidão e saudade". No Metacritic, o filme tem uma pontuação média ponderada de 78 em 100, com base em 6 críticos, indicando "geralmente favorável".
A. O. Scott do The New York Times, elogia a direção de Tsai , em particular, sua escolha pelo silêncio e pelo movimento da câmera (ou falta deles). Ele escreve: "As fábulas meticulosamente compostas de saudade e desconexão de Tsai são sinistras e cômicas, além de comoventes", e chama Tsai de um "gênio reinante no posicionamento da câmera" em sua capacidade de introduzir uma qualidade onírica na rotina diária. Peter Bradshaw, do The Guardian, deu ao filme 3/5 estrelas, traçando o início do filme como nutrido especificamente para o propósito do circuito de festivais de cinema, mas falhou em ser tão atraente e "tende perigosamente para a autoparódia". Escrevendo para The New Yorker, Richard Brody elogia a capacidade de Tsai de mostrar empatia por seus personagens: "este registro de frustração opressora e ternura fugaz, composto principalmente de longas tomadas estáticas, se desenrola em uma paisagem amortecida, poliglota e pan-urbana. da promessa não cumprida da globalização - em vez de um mundo unido".

## Censura na Malásia
O Conselho de Censura da Malásia, em 4 de março de 2007, decidiu proibir este filme, que foi rodado na Malásia, com base em 18 incidências mostradas no filme que retratam o país "sob uma luz negativa" por razões culturais, éticas e raciais. No entanto, mais tarde eles permitiram que o filme fosse exibido no país depois que Tsai concordou em censurar partes do filme de acordo com as exigências do Conselho de Censura.